# Centrum för samisk forskning
Várdduo – Centrum för samisk forskning är en tvärvetenskaplig arbetsenhet för forskning vid Umeå universitet. Várdduo inrättades år 2000 under namnet Centrum för samisk forskning (CeSam), men antog 2005 namnet Vaartoe, senare med den umesamiska stavningen Várdduo – "ett fjäll med milsvid utsikt". Föreståndare sedan 2021 är Christina Storm Mienna, universitetslektor i odontologi vid Umeå universitet och övertandläkare i bettfysiologi vid Region Västerbotten.

## Uppdrag
Várdduos syfte är att vara en resurs för forskning och forskarutbildning, och fungera som ett forum för institutioner inom Umeå universitet och på övriga universitet och högskolor som bedriver forskning om samer, samiska språk och samiska förhållanden i övrigt till exempel vad gäller utbildning och hälsa.
Vàrdduo ger ut en skriftserie, som hittills (2024) resulterat i ett 30-tal böcker. I samband med den årliga Samiska veckan, i februari/mars i Umeå, anordnas Lars Thomasson-symposiet om samiska frågor.

## Várdduos vetenskapliga pris
Tack vare stöd från Sametingets kulturråd delar Várdduo ut ett vetenskapligt pris på 25 000 kronor för resor eller inköp i samband med samisk forskning. Priset delas ut i samband med Umeå universitets Vårpromotion.
- 2006 – Mikael Vinka, Institutionen för arkeologi och samiska studier, Umeå universitet [4]
- 2007 – Åsa Nordin, Centrum för Samisk forskning, Umeå universitet [4]
- 2008 – Patrik Lantto, Centrum för Samisk forskning, Umeå universitet [4]
- 2010 – Sven Hassler, medicine doktor i epidemiologi och folkhälsovetenskap och universitetslektor i folkhälsovetenskap vid Högskolan Väst[5]
- 2011 – Coppélie Cocq, folklorist och kulturvetare vid Humlab, Umeå universitet [6]
- 2013 – Lennart Lundmark, historiker och författare [4]
- 2014 – Ulf Mörkenstam, statsvetare vid Stockholms universitet[7]
- 2015 – Harald Gaski, førsteamanuensis vid Institutt for kultur og litteratur, UiT, Norges arktiske universitet, Tromsø [8]
- 2016 – Christina Allard, rättsvetare vid Luleå tekniska universitet och vid UIT i Tromsø [9]
- 2017 – Hanna Outakoski, språkforskare vid Institutionen för språkstudier, Umeå universitet [10]
- 2019 – Lars Östlund, professor i skogshistoria vid Sveriges Lantbruksuniversitet.
- 2020 – Mikael Svonni, professor emeritus i samisk språkvetenskap vid Umeå universitet.
- 2022 – Daniel Lindmark, professor i religionshistoria vid Umeå universitet.
- 2023 - Ylva Jannok Nutti, universitetslektor vid Samiska högskolan
- 2024 - Tim Horstkotte, forskare på institutionen för ekologi, miljö och geovetenskap på Umeå universitet

## Várdduos (och tidigare CeSams) föreståndare
- 2000–2002 Per Frånberg
- 2003–2013 Peter Sköld
- 2013–2018 Patrik Lantto
- 2019–2021  Krister Stoor
- 2021–  Christina Storm Mienna